# Tatsuhiko Noguchi
Tatsuhiko Noguchi (野口 竜彦 Noguchi Tatsuhiko?), född 20 november 1997 i Osaka prefektur, är en japansk fotbollsspelare.
Noguchi började sin karriär 2020 i Fagiano Okayama.